# キロス
キロス（ギリシア語: Κύρρος、キュロスとも）はギリシャのペラ県の旧自治体（ディモティキ・エノティタ）。2011年の地方政府改革で自治体（ディモス）のペラに併入された。この自治体の面積は181.415平方キロメートルで人口は2011年時点で6,479人であった。政庁所在地はミロトポス。「キロス」という名前は古代マケドニア王国の都市キュロス（Cyrrhus）からとったものである。